# Свята Ботсвани
Свята Ботсвани:

## Список
- 1 і 2 січня — Новий рік
- рухома дата в березні-квітні — Страсна п'ятниця
- рухома дата в березні-квітні — Страсна субота
- рухома дата в березні-квітні — Чистий понеділок
- 1 травня — День праці
- рухома дата в травні — Вознесіння
- 1 липня — День сера Серетсе Кхама (день народження першого президента країни Серетсе Кхама, (1921—1980))
- 16 липня — Президентський день
- 17 липня — вихідний після Президентського дня
- 30 вересня — День Ботсвани (річниця надання незалежності в 1966)
- 1 жовтня — вихідний після Дня Ботсвани
- 25 грудня — Різдво